# تپه سردابه
تپه سردابه مربوط به دوره اشکانیان - دوره ساسانیان است و در شهرستان اسفراین، بخش بام وصفی آباد، دهستان بام، ۱ کیلومتری جنوب روستای بیش آباد واقع شده و این اثر در تاریخ ۱۸ شهریور ۱۳۸۷ با شمارهٔ ثبت ۲۳۲۸۹ به‌عنوان یکی از آثار ملی ایران به ثبت رسیده است.